# Apistosia judas
Apistosia judas är en fjärilsart som beskrevs av Jacob Hübner 1827. Apistosia judas ingår i släktet Apistosia och familjen björnspinnare. Inga underarter finns listade i Catalogue of Life.